# Championnat de Finlande de hockey sur glace 1949-1950
Saison précédente Saison suivante
La saison 1949-1950 est la dix-huitième saison de la SM-sarja.
L'Ilves Tampere remporte le 18e titre de champion de Finlande en terminant terminant à la première place du classement.

## Déroulement

### Classement
| Clt   | Équipe            | PJ | V | D | N | BP | BC | Diff | Pts |
| ----- | ----------------- | -- | - | - | - | -- | -- | ---- | --- |
| +001, | Ilves Tampere     | 7  | 7 | 0 | 0 | 50 | 18 | +32  | 14  |
| +002, | Tarmo Hämeenlinna | 7  | 6 | 0 | 1 | 41 | 16 | +25  | 12  |
| +003, | BK Tampere        | 7  | 5 | 0 | 2 | 45 | 22 | +23  | 10  |
| +004, | HIFK              | 7  | 3 | 0 | 4 | 39 | 37 | +2   | 6   |
| +005, | HJK Helsinki      | 7  | 3 | 0 | 4 | 29 | 41 | -12  | 6   |
| +006, | KIF Helsinki      | 7  | 2 | 0 | 5 | 24 | 55 | -31  | 4   |
| +007, | HPK Hämeenlinna   | 7  | 1 | 1 | 5 | 31 | 42 | -11  | 3   |
| +008, | TuPK Turku        | 7  | 0 | 1 | 6 | 22 | 50 | -28  | 1   |

- Champion de Finlande
- Barrage de promotion-relégation
- Relégué en I-divisionna

### Meilleurs pointeurs
Cette section présente les meilleurs pointeurs de la saison.
| Clt | Joueur           | Équipe            | PJ | B  | A  | Pts | Pun |
| --- | ---------------- | ----------------- | -- | -- | -- | --- | --- |
| 1   | Aarne Honkavaara | Ilves Tampere     | 7  | 11 | 10 | 21  | 0   |
| 2   | Keijo Kuusela    | Tarmo Hämeenlinna | 7  | 12 | 6  | 18  | 2   |
| 3   | Lotfi Nasib      | Ilves Tampere     | 7  | 8  | 9  | 17  | 4   |
| 4   | Matti Karumaa    | Tarmo Hämeenlinna | 7  | 12 | 1  | 13  | 4   |
| 5   | Tor Grannenfeldt | HIFK              | 7  | 11 | 1  | 12  | 0   |